# Antioquia
Antioquia je departement na severovýchodě Kolumbie. Metropolí regionu je Medellín. Rozloha je 63 612 km², v roce 2015 zde žilo 6 456 207 osob. Departementem procházejí dva horské masivy, které jsou součástí And (Centrální a Západní Kordillery) a protéká významná kolumbijská řeka Cauca.